# Шмук, Александр Александрович
Александр Александрович Шмук (1886—1945) — русский и советский ученый в области агрономической и органической химии, химии табака и его переработки.

## Биография
Родился 28 октября (9 ноября) 1886 года в Москве. В 1914 году окончил МСХИ. В 1913—1918 годах работал там же ассистентом. В 1919—1921 годах — преподаватель агрохимии Донского университета (с 1920 года — профессор).
С 1922 года работал во Всесоюзном институте табачной и махорочной промышленности: директор (1922—1928), заместитель директора (1928—1931), заведующий химическим сектором (1932—1937), с 1937 года — заместитель директора Промышленного филиала по научной части. Одновременно в 1921—1935 годах профессор агрохимии Кубанского сельскохозяйственного института.
Доктор сельскохозяйственных наук (1934), академик ВАСХНИЛ (1935).
В 1927—1934 годах принимал участие в составлении «Технической энциклопедии» в 26-и томах под редакцией Л. К. Мартенса, автор статей по тематике «химия». Одновременно с Ю. О. Габелем и Г. И. Киприановым, но независимо от них, установил закономерность между качеством табака и щёлочностью табачного дыма. Создал точный метод количественного определения органических кислот табака. Разработал промышленную технологию получения никотина, лимонной и яблочной кислот из табака и махорки. Дал характеристику разных видов табака, установил закономерности изменения химического состава сортов табака при гибридизации. Выяснил влияние аценафтена на деление ядра клетки и возникновение полиплоидии.
Умер 25 января 1945 года в Москве.

## Научные труды
Автор 20 книг и брошюр, в том числе:
- Очерк химического состава табака и методов его химического исследования / ВСНХ. Ин-т опытного табаководства. — Краснодар, 1924. — 156 с.
- Химия табака и табачного сырья. — Краснодар, 1930. — 280 с. — («Союзтабак». Гос. ин-т табаковедения. Табаковедение; Т. 2).
- Химия табака и махорки. — М.; Л.: Пищепромиздат, 1938. — 542 с.
- Производство никотина и лимонной кислоты из махорочного сырья. — М.: Пищепромиздат, 1948. — 281 с.
- Труды 1913—1945 гг. — Т. 1-3. — М.: Пищепромиздат, 1950—1953. — Т. 1. — 371 с.; Т. 2. — 554 с.; Т. 3. — 775 с.

## Награды и премии
- Сталинская премия III степени (10 апреля 1942) — за разработку способа получения лимонной кислоты из махорочного сырья
- орден Трудового Красного Знамени (1942)
- медали